# Пенати

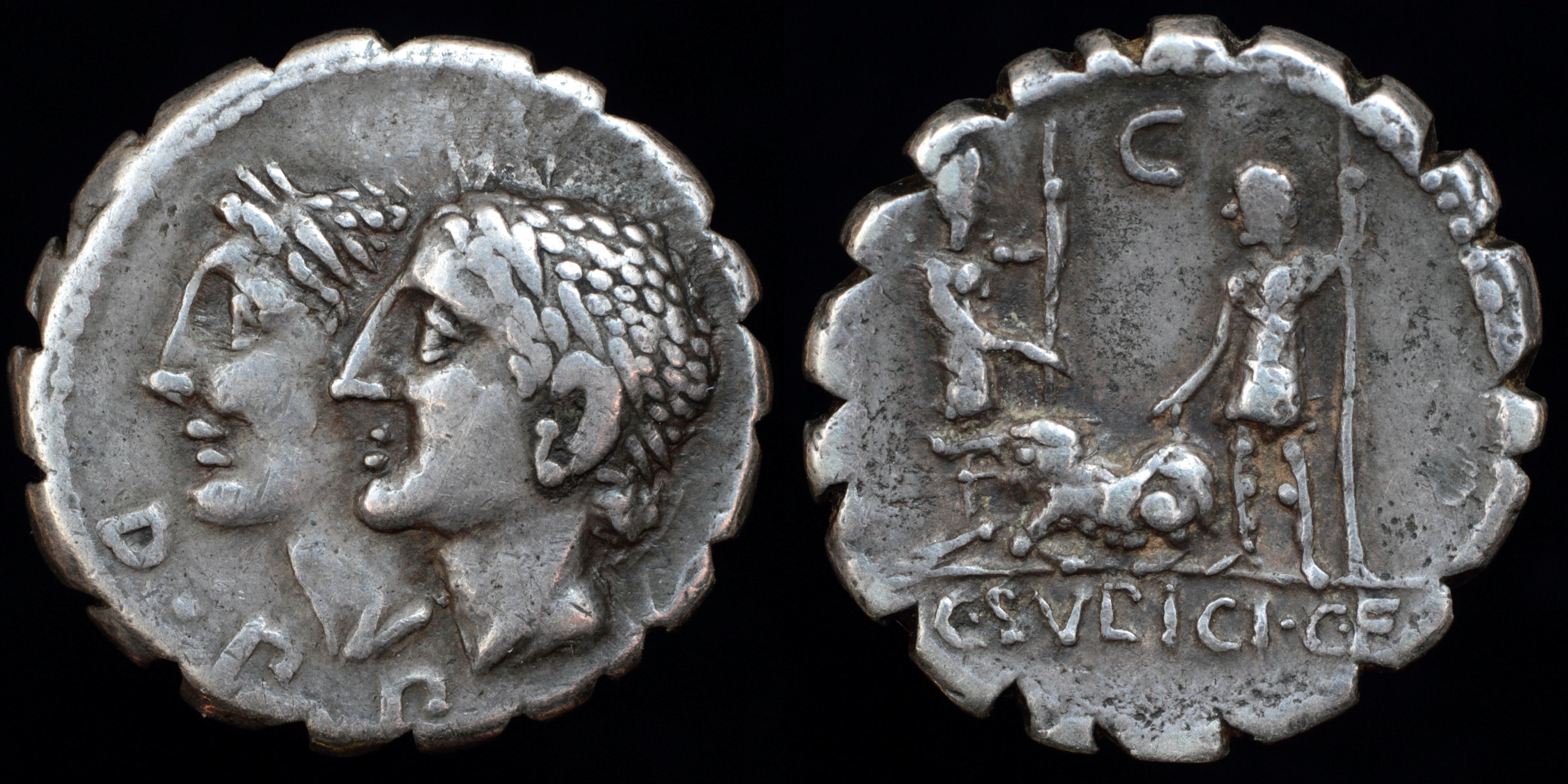
Пенати на давньоримській монеті, 106 рік до н. е.

Пена́ти (лат. Penates чи Di Penates) — давньоримські боги-охоронці дому, родини, культ яких пов'язаний з обожнюванням предків. Формула офіційної присяги поряд з іменем Юпітера (Iuppiter Optimus Maximus — гарант слави та могутності Риму) містила згадку про пенатів.

## Культ пенатів
Початково пенати були богами-охоронцями домашніх припасів, з часом стали охоронцями сім'ї взагалі. Етимологія назви наголошує їхнє значення та функцію: слово походить від penus чи penetralia (комора). Ремісники також називали пенатами богів, які особливо шанувалися в їхніх спільнотах. Так, ковалі звали пенатом Вулкана, торговці — Меркурія. Деякі родини таку ж назву давали тим божествам, яких вважали особистими покровителями, навіть самого Юпітера.
Римляни тримали в будинках статуетки пенатів і вірили, що ці боги слідують за родиною при її переселенні в інший дім. Якщо сім'я переставала існувати, гинули і її пенати. Домашні пенати, поруч із ларами, дбали про злагоду в родині.
На їхню і Вести честь у господі постійно горів вогонь. Пенатам главою сім'ї присвячувалися перші шматки їжі від кожної трапези, тільки після цього страви давалися дружині, дітям чи іншим членам родини. Богам відводили окреме місце за столом, де клали сіль, квіти та фрукти як жертву.
Культ пенатів, як і ларів, перетворився на державний культ Римської держави. Кожне місто у Римській імперії отримало своїх пенатів. В Римі громадські пенати мали в центрі Форуму храм що називався Реґія (Regia), де були встановлені статуї у вигляді двох юнаків, озброєних списами. Ці юнаки символізували двоїстість Риму, походження й розвиток якого були пов'язані з латинськими та сабінськими племенами. У Римі шанували також давньолатинських пенатів, що мали спільні з Вестою вівтарі в Лавініумі; римляни вірили, що ці пенати привіз із-під Трої Еней. Консули й претори разом із жерцями щороку складали пенатам обітниці. Імператор Август, що прагнув відновити стародавні римські традиції та релігійні практики, збудував у Римі, у своєму палаці на Палатинському Пагорбі, святилище для поклоніння пенатам.

## У сучасній мові
Вислів «повернутися до рідних пенатів» означає «повернутися додому». Часто він вживається помилково як «повернутися у рідні пенати». В цьому разі словом «пенати» називають рідну домівку.